# 튀르케스탄쥐
튀르케스탄쥐(Rattus pyctoris)는 시궁쥐속에 속하는 설치류의 일종이다. 아프가니스탄과 중국 사이의 아시아 대륙 전역에서 발견되며, 해발 1200~4250m에서 서식한다. 산지림과 암반 지대에서 발견되며, 경작지와 거주지 근처에서 자주 발견된다.